# Kim Chae-won (cantante 2000)
Kim Chae-won (김채원?; Seul, 1º agosto 2000) è una cantante e ballerina sudcoreana.
Ex membro del gruppo musicale Iz*One, è l'attuale leader del girl group sudcoreano Le Sserafim

## Biografia
Kim Chae-won è nata a Gangnam, Seul, Corea del Sud; ha una sorella maggiore. Sua madre, Lee Ran-hee, è un'attrice teatrale e ha influenzato la sua formazione artistica. Kim ha frequentato la Seoul Poi Elementary School, la Guryong Middle School e la Gaepo High School prima di trasferirsi alla Hanlim Multi Art School, dove si è diplomata nel 2019. Durante gli anni scolastici, ha partecipato a concorsi canori e attività artistiche.
Nel 2012, ha partecipato al KBS Creative Children's Song Contest come membro del "Poi Choir", ottenendo recensioni positive per la sua performance. Durante il liceo, ha deciso di perseguire una carriera nell'intrattenimento e ha iniziato a fare audizioni per diverse agenzie, venendo accettata da Woollim Entertainment.

## Carriera

### 2018–2021:Produce 48e Iz*One
Nel 2018, dopo undici mesi di allenamento presso la Woollim Entertainment, l'ha rappresentata partecipando al reality Produce 48, dove si è classificata decima con 238.192 voti, entrando così a far parte delle Iz*One. Il gruppo ha debuttato ufficialmente il 29 ottobre 2018 con il mini-album Color*Iz e il singolo principale La Vie en Rose.
Durante il periodo con le Iz*One, Kim ha contribuito alla scrittura dei testi e alla composizione musicale. È stata accreditata come compositrice per la traccia WithOne nell'album Oneiric Diary (2020) e come paroliera per Slow Journey, inclusa nell'ultimo EP del gruppo One-reeler / Act IV. Le Iz*One si sono sciolte il 29 aprile 2021 dopo il termine del contratto.

### 2022–presente: Debutto con Le Sserafim
Dopo lo scioglimento delle Iz*One, Kim ha lasciato Woollim Entertainment e, nel marzo 2022, ha firmato un contratto esclusivo con Source Music. Il 7 aprile 2022 è stata annunciata come membro e leader del nuovo gruppo femminile Le Sserafim, debuttando il 2 maggio 2022 con l'EP Fearless.
Nel corso della sua carriera con Le Sserafim, ha contribuito alla scrittura di testi e alla composizione di brani come Blue Flame (Fearless, 2022) e Fearnot (Unforgiven, 2023). Nel 2024, ha collaborato con Tori Kelly per la traccia Spruce dal suo album Tori. Nello stesso anno, è stata scelta come ambasciatrice per Swarovski in Corea del Sud.

## Discografia

### Con Iz*One
- Color*Iz (2018)
- Oneiric Diary (2020)
- One-reeler / Act IV (2020)

### Con Le Sserafim
- Fearless (2022)
- Antifragile (2022)
- Unforgiven (2023)
- Easy (2024)
- Hot (2025)